# Yokkaichi Asunarou Railway
Yokkaichi Asunarou Railway Co.,Ltd. (四日市あすなろう鉄道株式会社, Yokkaichi Asunarō Tetsudō Kabushiki-gaisha) est une compagnie de transport de passagers qui exploite deux lignes ferroviaires dans la préfecture de Mie au Japon. Son siège social se trouve dans la ville de Yokkaichi. C'est une filiale de la compagnie Kintetsu.  

## Histoire
La compagnie a été fondée le 27 mars 2014. Elle commence l'exploitation de ses deux lignes le 1er avril 2015, après leur transfert de la Kintetsu.

## Lignes

Plan du réseau.

La compagnie possède deux lignes.
| Ligne          | Nom japonais | Terminus                    | Longueur (km) | Gares |
| -------------- | ------------ | --------------------------- | ------------- | ----- |
| Ligne Utsube   | 内部線       | Asunarou Yokkaichi - Utsube | 5,7           | 8     |
| Ligne Hachiōji | 八王子線     | Hinaga - Nishihino          | 1,3           | 2     |

## Matériel roulant

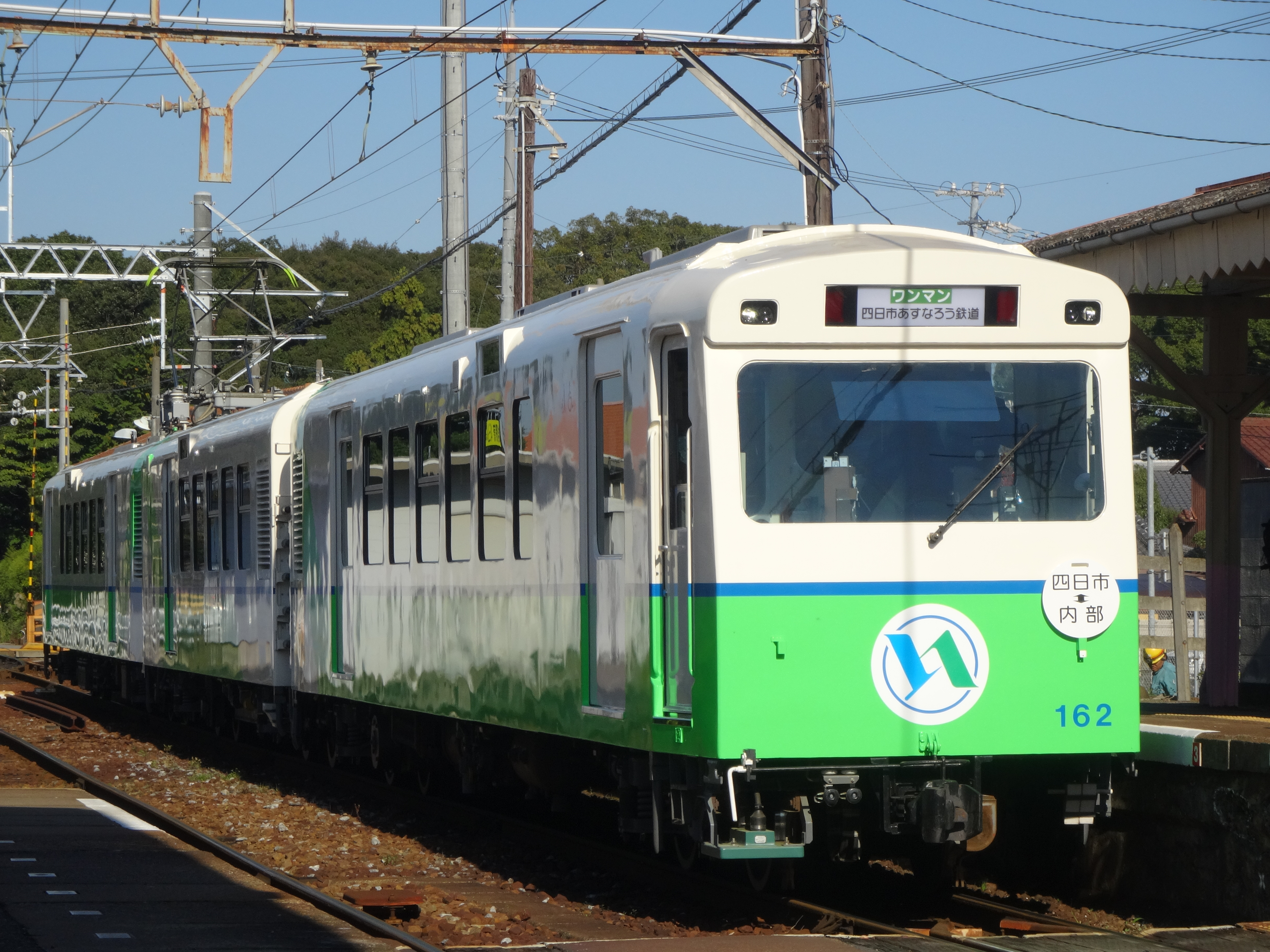
Automotrice série 260.

La compagnie possède 14 voitures série 260.